# Alessandra Perilli
Alessandra Perilli (* 1. April 1988 in Rimini) ist eine san-marinesische Sportschützin. Sie gewann bei den im Sommer 2021 ausgetragenen Olympischen Spielen in Tokio die ersten Medaillen in der olympischen Geschichte ihres Landes. Im Trapschießen holte sie in Tokio Bronze im Einzelwettkampf und sicherte sich zusätzlich gemeinsam mit Gian Marco Berti die Silbermedaille im Mixed-Wettbewerb.

## Werdegang
Alessandra Perilli ist die Tochter eines Italieners und einer San-Marinesin. Ihr Vater Claudio war italienischer Meister im Trapschießen und führte sowohl Alessandra als auch ihre zehn Jahre ältere Schwester Arianna Perilli an den Sport heran. Beide Athletinnen starteten zunächst für Italien, wechselten aber Ende der 2000er-Jahre die Staatsbürgerschaft und traten fortan für San Marino zu internationalen Wettkämpfen an. Arianna Perilli gewann in den 1990er- und 2000er-Jahren (als Teil des italienischen Teams) mehrere internationale Titel und nahm 2016 gemeinsam mit ihrer Schwester für San Marino an den Olympischen Spielen in Rio de Janeiro teil.
Als San-Marinesin gewann Alessandra Perilli ab Ende der 2000er-Jahre mehrere Medaillen bei internationalen Meisterschaften: Im Trio mit Francesca Spadoni und Daniela Del Din holte sie 2009 in Maribor sowie – mit Marina Santolini statt Spadoni – 2010 in München jeweils Weltmeisterschafts-Bronze im Trap-Teamwettbewerb. Hinzu kamen als Soloschützin Erfolge bei den Spielen der kleinen Staaten von Europa (Silber 2009) und den Mittelmeerspielen (Bronze 2009 und 2013). Ihren ersten olympischen Einsatz hatte Perilli bei den Spielen von London 2012, wo sie bei der Eröffnungsfeier Fahnenträgerin der vierköpfigen san-marinesischen Delegation war. Im Trap-Wettkampf lag sie beim Olympiasieg der Italienerin Jessica Rossi nach der Finalrunde gleichauf mit Zuzana Štefečeková und Delphine Réau auf dem Silberrang, verfehlte aber als erste der drei Sportlerinnen ein Ziel im Shoot-Off und belegte damit den vierten Rang, der das bis dahin beste olympische Ergebnis einer san-marinesischen Sportlerin war.
Nach einer mehrmonatigen Babypause 2013/14 feierte Perilli weitere internationale Erfolge. Unter anderem entschied sie im Oktober 2015 das Finale des Schieß-Weltcups in Nikosia vor Zuzana Štefečeková für sich. Bei ihrer zweiten zweiten Olympiateilnahme 2016 verpasste sie als Sechzehnte der Qualifikation das Finale der besten Sechs. 2018 errang sie den Titel bei den Mittelmeerspielen und erreichte in den folgenden Jahren mehrere vordere Platzierungen bei Weltcupveranstaltungen, darunter zwei weitere Siege: Zusammen mit Gian Marco Berti setzte sie sich im August 2019 beim Trap-Mixed-Wettbewerb in Lahti durch, im Mai 2021 triumphierte sie vor Madelynn Bernau beim Einzelwettkampf in Lonato. Bei den im Sommer 2021 ausgetragenen Olympischen Spielen in Tokio gewann Perilli im Trap-Einzel am 29. Juli die Bronzemedaille hinter Štefečeková und Kayle Browning und damit die erste san-marinesische Olympiamedaille in der Geschichte des Landes. Zwei Tage später unterlagen sie und Gian Marco Berti im Gold-Finale des Mixed-Wettkampfs dem spanischen Duo Gálvez/Fernández mit 40:41 und sicherten sich damit die Silbermedaille.
Perilli ist verheiratet und Mutter eines im Februar 2014 geborenen Sohnes.